# Armsen
Armsen ist ein Dorf im Landkreis Verden in Niedersachsen mit 800 Einwohnern. Es gehört zur Gemeinde Kirchlinteln und befindet sich im sogenannten Kleinbahnwinkel.

## Geografie
Die Ortschaft Armsen ist eine von 17 Ortschaften der Gemeinde Kirchlinteln. Hinzu kommt noch der Ortsteil Neuenförde, nördlich der Bundesautobahn 27 Bremen - Hannover.
Der Ort Armsen befindet sich ca. 8 km östlich von der Kreisstadt Verden und ca. 7 km südöstlich des Hauptortes Kirchlinteln. Die Fläche des Ortes beträgt ca. 11,05 km². Landschaftlich liegt Armsen am Rande der Verdener/Lintelner Geest bis hin zum Tal der Aller und der Drommelbeckniederung. Geprägt ist das Dorf durch weite Waldgebiete. Armsen grenzt an Hohen- und Neddenaverbergen sowie Luttum.

## Geschichte
Die Besiedlungen im Raum Armsen gehen bis in die vorgeschichtliche Zeit zurück. Es gibt zahlreiche Hügelgräber um Armsen.
Aufgrund der Lage am Geestrand hin zur Drommelbeckniederung treten viele Quellen auf. Das Erscheinungsbild des Ortes wird geprägt durch den Bestand von mächtigen Eichen auf den historischen Bauernhöfen. Zahlreiche ländliche Nutz- und Ziergärten sowie ein großer Gartenbaubetrieb bestimmen den Charakter des Dorfes.
1946 wurde in Armsen der später hingerichtete NS-Verbrecher Oswald Pohl festgenommen.
Am 1. Juli 1972 wurde Armsen in die Gemeinde Kirchlinteln eingegliedert.

## Politik
Ortsvorsteher ist seit 2016 Hermann Ramme.

## Wirtschaft und Infrastruktur
Armsen ist im Jahr 2000 in das Dorferneuerungsprogramm aufgenommen worden und hat sich seitdem fort entwickelt. Der 2,75 km lange Lehr- und Erlebnispfad: „Quellen - Eichen - Gärten“ mit seinen 17 Schau- und Lehrtafeln und Ruhebänken, ist ein Projekt der Dorferneuerung.
Ebenso findet seit Juni 2003 alle zwei Jahre ein Tag der offenen Gärten, verbunden mit einer Blumenschau der hiesigen Gärtnerei, statt. Es handelt sich um eine beliebte Veranstaltung, die überregionale Bedeutung hat.
Die Infrastruktur und das Dorfleben haben sich im Rahmen des Dorferneuerungsprogramms entwickelt. Das in der Dorfmitte neu erbaute Dorfgemeinschaftshaus mit Saal, Feuerwehrhaus und Jugendraum wurde zum Vereinshaus des ortsansässigen Schützenvereins, des Heimat- und Kulturvereins mit der Freiwilligen Feuerwehr.
Der Schützenverein verfügt über unterirdische Schießstände mit einer der modernsten 50 Meter Kleinkaliber und Luftgewehrstände im Kreis Verden. Aus dem Heimat- und Kulturverein heraus bildeten sich eine Mal-, Gymnastik- und eine Theatergruppe sowie die Armser Dörpsängers. Auf dem Heidberg (Zum Schönsfelde) ist ein neues Baugebiet mit 26 Bauplätzen ausgewiesen worden. Armsen liegt an der Bahnstrecke Verden (Aller)–Walsrode Nord; der Haltepunkt Armsen ist nach der Instandsetzung durch die Verdener Eisenbahnfreunde wieder eröffnet worden und wird als neue Haltestelle für Sonderfahrten der Museumsbahn genutzt.